# Porsche 901

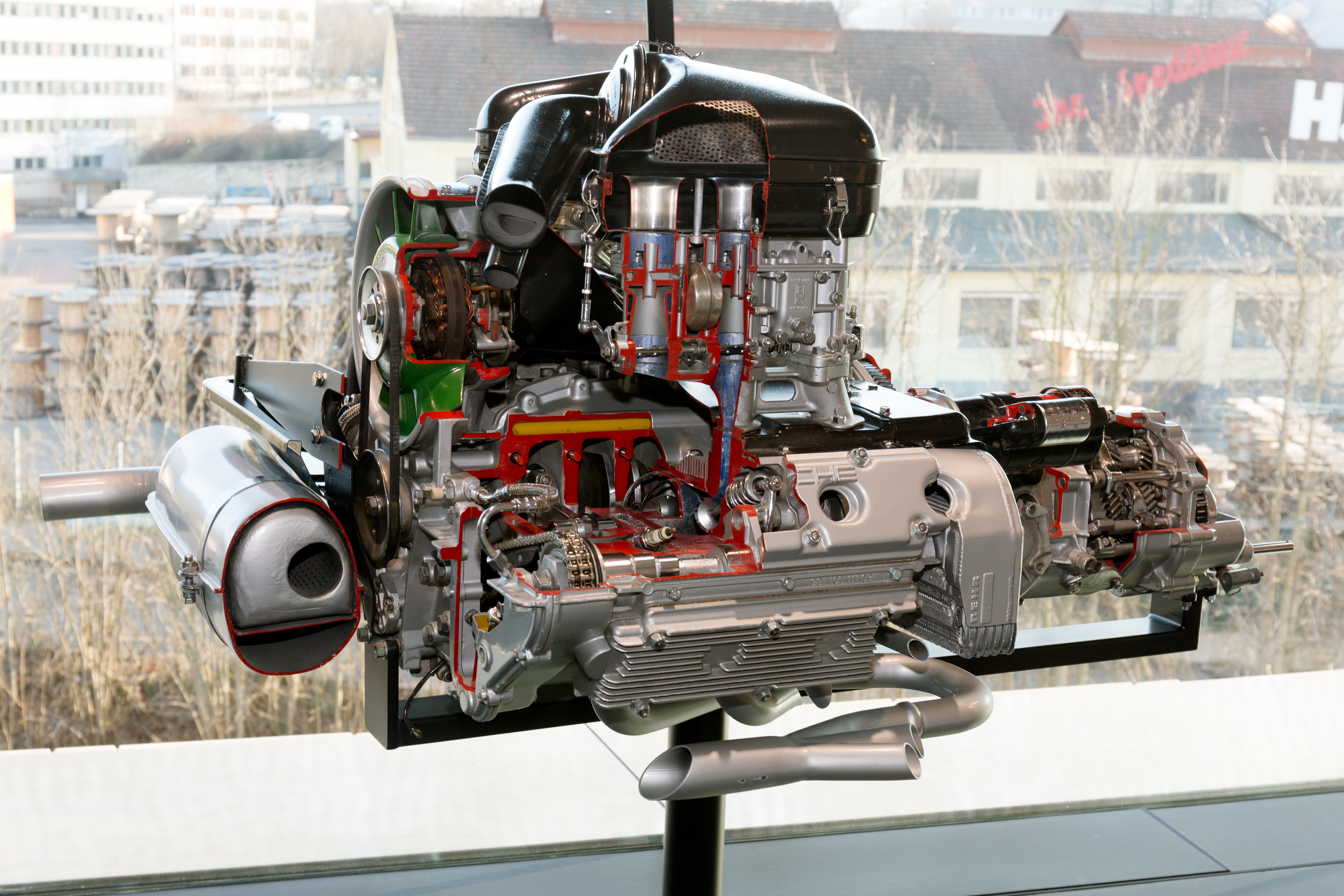
Motor Porsche 901-01

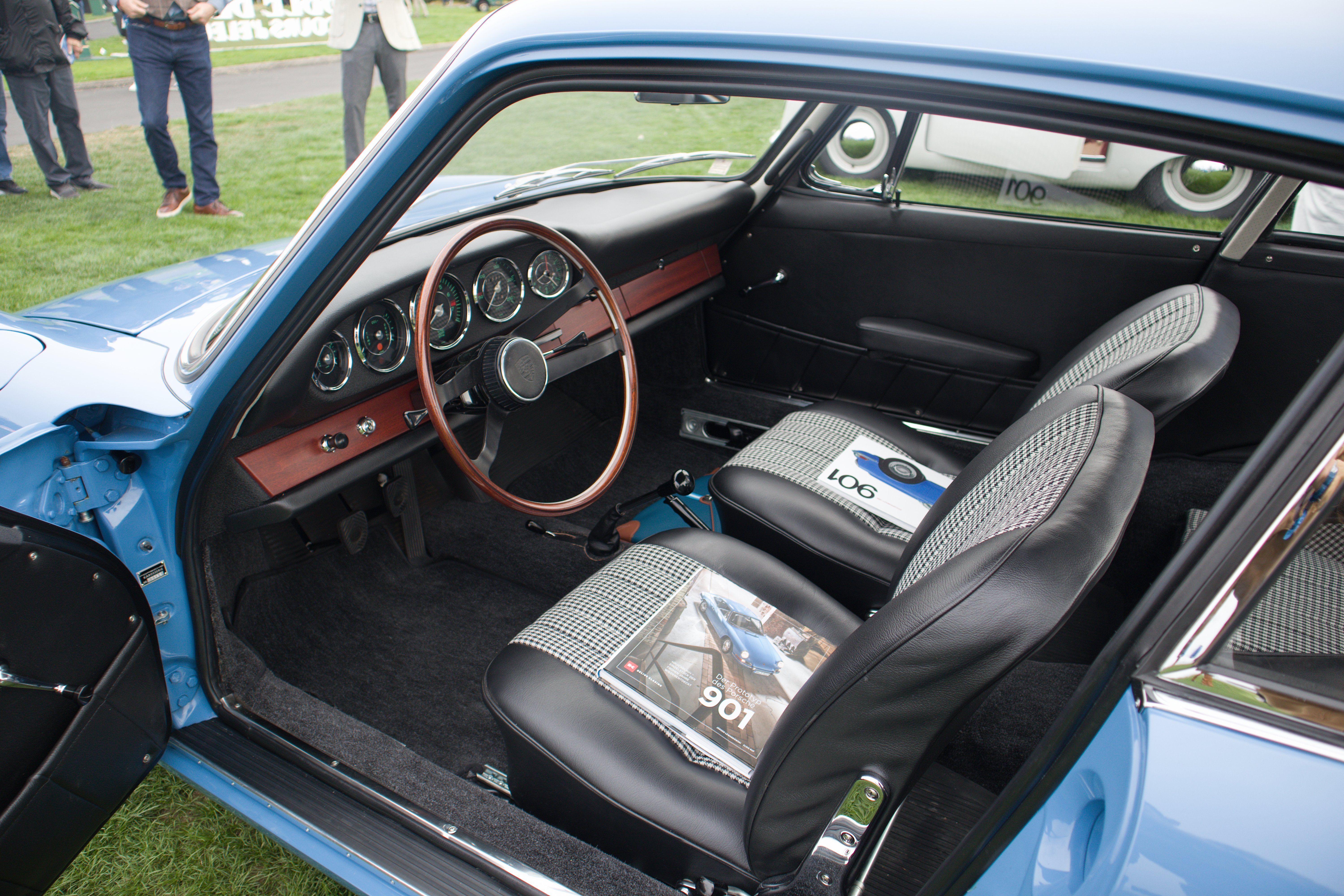
Interieur

Porsche 901 war die ursprüngliche Verkaufsbezeichnung des Porsche 911 bei seiner Präsentation auf der Frankfurter IAA im Jahre 1963.
Porsche betrachtet erst den Porsche 911 G von 1973 als Ablösung des Porsche 901.

## Modellgeschichte
Am 12. September 1963 wurde auf der Frankfurter IAA der neue Porsche 901 vorgestellt, und im Oktober des Jahres 1964 auch auf dem Pariser Automobilsalon präsentiert, wo der französische Kraftfahrzeughersteller Peugeot – der sich seit den 1920er Jahren die Rechte an allen dreiziffrigen Typbezeichnungen mit einer Null in der Mitte für Automobile hatte schützen lassen – auf die Verwendung einer von ihm geschützten Modellbezeichnung durch einen Fremdhersteller aufmerksam wurde und Porsche auf die eigenen Rechte hinwies. Porsche reagierte daraufhin und änderte die Modellbezeichnung in Porsche 911, hatte bis zum Herbst des Jahres 1964 allerdings schon 82 Exemplare des mit einem 96 kW (130 PS) starken, luftgekühlten Sechszylinder-Boxermotor ausgerüsteten und im Grundpreis 21.900 DM teuren 901 Coupés absetzen können.
Diese Namensregelung machte es allen anderen Automobilherstellern nahezu unmöglich, ihre Modelle mit einer dreistelligen Ziffernkombination – sofern eine Null in der Mitte steht – zu bezeichnen. Sie betraf analog auch weitere straßenzulassungsfähige Sportwagen wie den Porsche 904, der als Carrera GTS verkauft wurde, und den Porsche 906, der den Namen Carrera 6 bekam. Die Porsche 907, Porsche 908, Porsche 909 waren als Rennwagen ohne Straßenzulassung jedoch nicht von einer Verwechslungsgefahr mit Peugeot-Straßenautos betroffen und konnten folglich auch unter diesen Bezeichnungen in Rennen antreten. Der Sachsenring Trabant 601 wurde, obwohl er eindeutig auch unter diese Namensregelung gefallen wäre, dennoch ab 1964 in der DDR gebaut.

## Trivia
Im Sommer 2014 gelangte das Modell zu einer gewissen medialen Aufmerksamkeit, als im Rahmen der RTL-II-TV-Doku-Soap Der Trödeltrupp ein stark restaurierungsbedürftiges Exemplar eines Porsche 901 (Nummer 57 von 82 gebauten Exemplaren) in einer Lagerhalle bei Potsdam entdeckt wurde. Der Eigentümer bot das Fahrzeug nach Vermittlung durch das TV-Produktionsteam dem Porsche-Museum Stuttgart zum Kauf an. Wegen seiner Historie und weil eine Karosserie dieser Baureihe extrem selten ist, waren die Verantwortlichen des Porsche-Museums zu einem Kauf bereit, und das Auto wechselte für 107.000 Euro nach Stuttgart.
Der Wagen wurde nach dreijähriger Vollrestauration im Dezember 2017 im Rahmen der Sonderschau „911 (901 Nr. 57) – Eine Legende nimmt Fahrt auf“ erstmals der Öffentlichkeit gezeigt.